# Abierto Mexicano de Tenis 2008
L'Abierto Mexicano de Tenis 2008, conosciuto anche con il nome di Abierto Mexicano Telcel 2008 per ragioni di sponsorizzazione, è stato un torneo di tennis giocato sulla terra rossa. È stata la 15ª edizione del torneo maschile facente parte della categoria International Series Gold nell'ambito dell'ATP Tour 2008, e l'8ª del torneo femminile facente parte della categoria Tier III nell'ambito del WTA Tour 2008. Sia il torneo maschile che quello femminile si sono giocati al Fairmont Acapulco Princess di Acapulco in Messico, dal 25 febbraio al 2 marzo 2008.

## Campioni

### Singolare maschile
Nicolás Almagro ha battuto in finale  David Nalbandian, 6–1, 7–6(1)

### Singolare femminile
Flavia Pennetta  ha battuto  Alizé Cornet, 6–0, 4–6, 6–1

### Doppio maschile
Oliver Marach /  Michal Mertiňák hanno battuto   Agustín Calleri /  Luis Horna, 6–2, 6(3)–7, 10–7

### Doppio femminile
Nuria Llagostera Vives /  María José Martínez Sánchez hanno battuto in finale  Iveta Benešová /  Petra Cetkovská, 6–2, 6–4